# Dominio de Tanaka

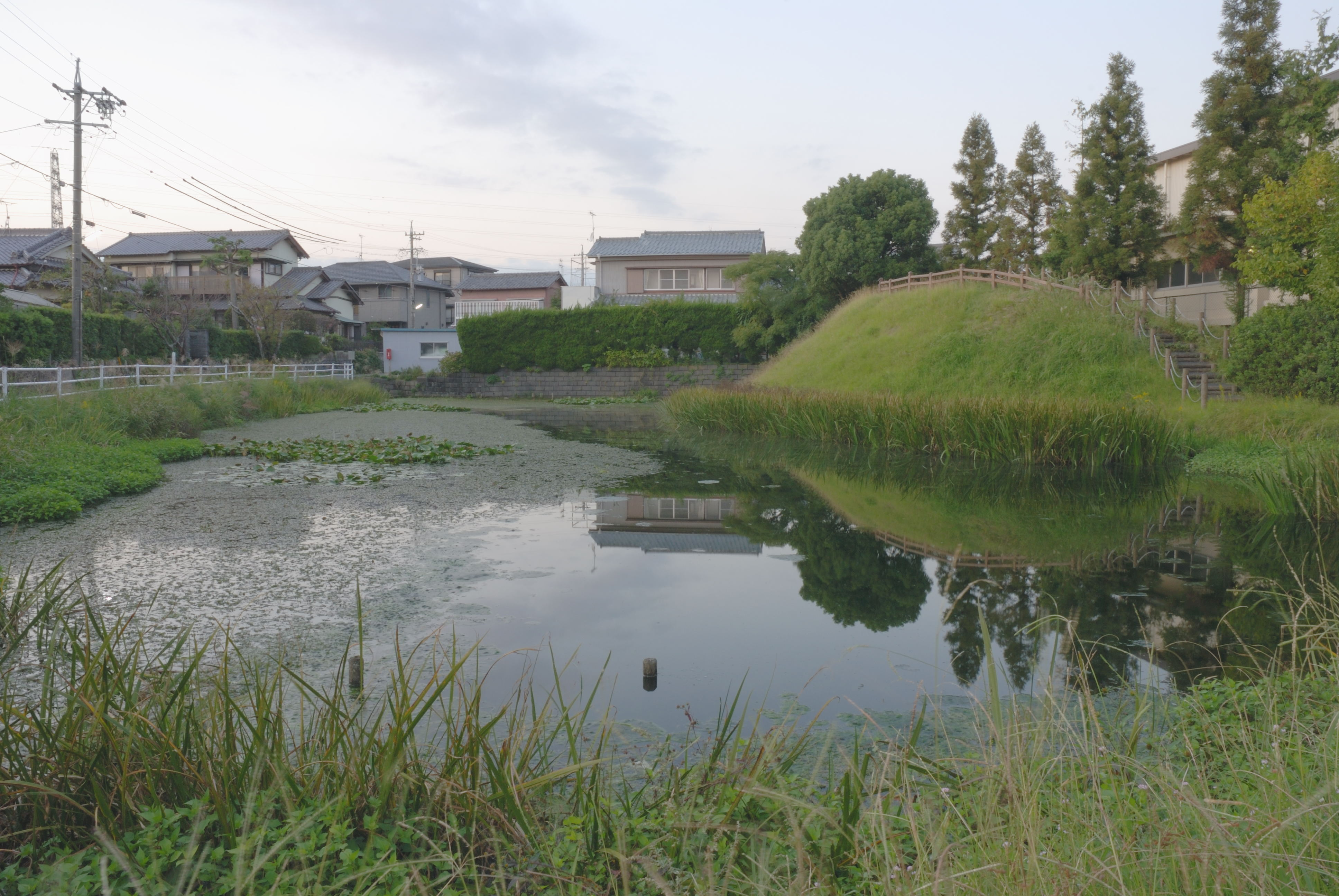
Restos del castillo Tanaka.

El dominio de Tanaka (田中藩 Tanaka-han?) fue un dominio feudal bajo el shogunato Tokugawa del periodo Edo de Japón, ubicado en la provincia de Suruga, en lo que ahora es el actual Fujieda, Shizuoka. El dominio estuvo controlado por un gran número de familias Daimyō en el transcurso de su historia, raramente por más de una generación. 

## Historia
Nakamura Kazutada, un retenedor de Toyotomi Hideyoshi y el alcaide del castillo de Sumpu, construyó el castillo de Tanaka como una fortificación subsidiaria que custodiaba los accesos orientales a Sumpu. Después de la derrota de las fuerzas de Toyotomi en la batalla de Sekigahara, el victorioso Shōgun Tokugawa Ieyasu lo reubicó en Yonago. Ieyasu se quedó con el castillo de Sumpu para sí mismo, y entregó el castillo de Tanaka a su criado Sakai Tadatoshi en 1601, con ingresos de 10 000 koku. Esto marcó el inicio del dominio de Tanaka. Tadatoshi convirtió a Fujieda-juku en una estación de correos en Tōkaidō, y como una ciudad castillo. Tuvo tanto éxito en sus esfuerzos que fue recompensado con un dominio más grande en Kawagoe, en la provincia de Musashi, en 1607, y el dominio de Tanaka volvió al control directo del shogunato. 
El dominio de Tanaka fue entregado a Matsudaira (Sakurai) Tadashige, con un aumento de sus ingresos de 25 000 koku en 1633. Sin embargo, Tadashige fue transferido a Kakegawa dos años después, y su lugar fue tomado Mizuno Tadayoshi, con ingresos de 45 000 koku . El clan Mizuno fue reemplazado posteriormente por los clanes Matsudaira (Fujii), Hōjō, Nishio, Sakai, Tsuchiya, Ōta, Naitō y Toki hasta que el dominio de Tanaka finalmente quedó bajo el dominio del clan Honda en 1730. La familia Honda continuó gobernando el dominio de Tanaka durante siete generaciones, hasta la Restauración Meiji de 1868. Después de que el último Shōgun Tokugawa, Tokugawa Yoshinobu, entregó su título al Emperador Meiji, se mudó de Edo a Sumpu, con las provincias de Suruga, Izu y Mikawa como sus dominios personales. El dominio de Tanaka se incluyó dentro del área del nuevo dominio de Shizuoka. Así, en septiembre de 1868, el dominio de Tanaka oficialmente dejó de existir. El último daimyō del dominio, Honda Masamori, recibió el control (y de corta duración) del dominio de Nagao en la provincia de Awa a cambio.

## Territorios al final del período Edo
Al igual que con la mayoría de los dominios del sistema han, el dominio de Tanaka consistía en varios territorios discontinuos calculados para proporcionar el kokudaka asignado, basado en encuestas catastrales periódicas y rendimientos agrícolas proyectados.
- Provincia de Shimōsa
  - 33 pueblos en el distrito de Katsushika
  - 10 pueblos en el distrito de Soma
- Provincia de Suruga
  - 6 pueblos en el distrito de Suntō
  - 57 aldeas en el distrito de Shida
  - 20 pueblos en el distrito de Mashizu